# George Konrote
Jioji Konousi Konrote, OF, MC, més conegut com a George Konrote (fijià: Jioji Konousi Konrote)  (Rotuma Island, 26 de desembre de 1947), és un polític fijià i general major retirat de l'exèrcit fijià, actual president de Fiji des de 2015. Després de comandar una missió de pau en el Líban, Konrote va exercir com a alt comissari de Fiji a Austràlia de 2001 a 2006, com a Ministre d'estat per l'Immigració breument en 2006, i com a Ministre per a oportunitats laborals, Productivitat i Relacions Industrials de 2014 a 2015. És el primer president no-iTaukei i el primer a ser triat pel parlament, quan anteriorment els presidents eren seleccionats pel Gran Consell de Caps.